# شونسوكي كيكوتشي (لاعب كرة قدم)
شونسوكي كيكوتشي (باليابانية: 菊地 俊介) (مواليد 4 أكتوبر 1991)، هو لاعب كرة قدم ياباني سابق كان يلعب كلاعب وسط.

## وصلات خارجية
- شونسوكي كيكوتشي على موقع رابطة كرة القدم اليابانية للمحترفين (اليابانية)
- شونسوكي كيكوتشي على موقع قاعدة بيانات كرة القدم.إي يو (الإنجليزية)
- شونسوكي كيكوتشي على موقع Soccerway.com (الإنجليزية)
- شونسوكي كيكوتشي على موقع عالم كرة القدم.نت (الإنجليزية)